# Meddosche Veen
Het Meddosche Veen is een natuurgebied in het westen van de Nederlandse gemeente Winterswijk en vormt een geheel met het Korenburgerveen, het Vragenderveen en het Corlese Veen. Het veengebied is vernoemd naar de nabij liggende kern Meddo. Samen met de andere delen van het Korenburgerveen maakt het Meddosche Veen deel uit van het Nationaal Landschap Winterswijk. Onder andere de spoorlijn van Zutphen naar Winterswijk scheidt het veengebied af van de andere veengebieden.
In het kader van Natura 2000 zijn er werkzaamheden opgestart om de groei van veen te bevorderen in het gebied. Zo zijn er houten damwanden in het veen geslagen tot een diepte van de onderliggende zandlagen. Hierdoor blijft het water langer in het gebied. Dit heeft onder andere invloed op de zeldzame wilde gagel, die in het gebied veel voor komt.
Bekendelle · Beurzerbeek · Blekkinkveen · Bönnink · Borkense baan · Buskersbos · Corlese Veen · Döttinkrade · Grote Goor · Hilgelo · Kloosterbos · Korenburgerveen · Landgoed Kotten · Landgoed Mentink · Landgoed Walfort · Loohuisbos · Meddosche Veen · Slingeplas · Steengroeve · Steenkamp · Stortelersbeek · Vragenderveen · Willinks Weust · Wooldse Veen · Zwanenbroek